# دونكان بولين
دونكان بولين (15 ديسمبر 1960 - ) (بالإنجليزية: Duncan Pauline)‏ هو لاعب كريكت بريطاني. شارك مع منتخب اسكتلندا الوطني للكريكت.